# Brachyxanthia zelotypa
Brachyxanthia zelotypa är en fjärilsart som beskrevs av Lederer 1853. Brachyxanthia zelotypa ingår i släktet Brachyxanthia och familjen nattflyn. Inga underarter finns listade i Catalogue of Life.